# Club Bàsquet Lucentum Alacant
El Club Bàsquet Lucentum va ser un club de bàsquet de la ciutat d'Alacant. Va desaparèixer l'agost de 2015 per problemes econòmics, cedint el seu lloc a la LEB Plata a la Fundació Lucentum Baloncesto, club creat dos mesos abans amb la intenció de salvar el bàsquet professional a la ciutat.

## Història
El 31 de maig de 1994 un grup de persones vinculades al bàsquet alacantí, bàsicament a través del Club de Bàsquet Miguel Hernández, decideixen crear un nou club amb la denominació de Club Bàsquet Lucentum-Alacant.
El 25 de juliol de 1994 s'accepta la invitació per a competir a la Lliga EBA. En la primera temporada el projecte va rebre suport econòmicament de l'empresa "Ernesto Electrodomesticos" i es desborden totes les previsions esportives, arribant a la semifinal per a l'ascens a la lliga ACB. El somni no es va poder fer realitat; en l'últim segon es va perdre per un sol punt davant el Gijón, que va ascendir a la ACB, però es va posar la primera pedra perquè Alacant fos una de les candidates a entrar algun dia a la ACB.
Al llarg de 1996 la Federació Espanyola de Bàsquet va reestructurar les categories amb la creació de la Lliga Espanyola de Bàsquet (LEB), a la qual s'accedia no només per palmarès esportiu sinó per invitació entre els equips que ho sol·licitaven i superaven una auditoria sobre la seva situació socioeconòmica. El C.B. Lucentum-Alicante va sol·licitar la seva inclusió i, després de complir tots els requeriments, va ser admès com a equip LEB, sent l'únic representant de la Comunitat Valenciana en aquesta categoria.
Les bones campanyes esportives realitzades en la LEB van culminar en la temporada 1999-2000 amb el lideratge de la classificació i l'ascens a la ACB. En la temporada 2000-01 el club competeix per primera vegada en la Lliga ACB amb la denominació de "Proaguas Costablanca". No obstant això les limitacions econòmiques i esportives van marcar a l'equip que no va poder evitar el descens a la LEB.
La temporada 2001-02 marca un canvi important en la trajectòria del club. Un nou grup de persones, encapçalades per Luis Castillo, inicia un nou projecte que molt aviat comença a donar els seus fruits: s'aconsegueix la Copa Príncep d'Astúries, el campionat de la LEB i, el que és més important, el retorn a la ACB. El nou projecte ha aconseguit atreure l'interès de la ciutat d'Alacant, dels mitjans de comunicació i que tota la societat alacantina es bolqui amb l'equip.
Des de la temporada de l'ascens, Lucentum ha assolit dues classificacions per als play-offs per al títol, amb el seu corresponent classificació per a competicions europees i la històrica participació per a la Copa del Rei de Saragossa de 2004. El projecte està consolidat en la millor lliga d'Europa.
Durant la temporada 2006/07, el Lucentum baixa a la lliga LEB, cosa que provoca la dimissió de l'actual president. El nou president fou Miguel Cano. Després d'unes negociacions amb la Diputació d'Alacant, el club adquireix la denominació d'Alicante Costablanca o Alacant Costablanca.
Durant la temporada 2008/09 el Lucentum aconsegueix l'objectiu, retornar a la lliga ACB, guanyant el Melilla Baloncesto a la Final a quatre de la lliga LEB després d'haver quedat segon a la fase regular.
La temporada 2012-13 va guanyar una plaça d'ascens a la lliga ACB al derrotar l'Andorra en la final de la lliga LEB. Tot i aconseguir aquesta plaça d'ascens, el club no es va inscriure a l'edició 2013-2014 de la lliga ACB per motius econòmics. Poc després es confirmaria que la situació econòmica del club tampoc era prou bona per inscriure el primer equip a la lliga LEB Or, fet pel qual a 18 de juliol de 2013 es plantejava la possibilitat d'inscriure l'equip a la lliga LEB Plata o renunciar a competir.

## Plantilla temporades anteriors
- Plantilla 2008-2009 del Club Bàsquet Lucentum Alacant